# Moritz Löwi
Moritz Löwi (13. Dezember 1891 in Breslau – 1942 im Bundesstaat Connecticut, Vereinigte Staaten) war ein deutschamerikanischer Philosoph und Psychologe.

## Leben und Wirken
Er war der Sohn des jüdischen Religionslehrers Eduard Löwi aus Böhmen, dessen Vater ebenfalls  jüdischen Glaubens war.
Der Sohn Moritz Löwi besuchte die Vorschule der katholischen Realschule und später das evangelische Elisabeth-Gymnasium, wo er im Jahre 1913 seine Matura erlangte.
Löwi studierte Zoologie, Physik und Philosophie an der Universität-Breslau von 1913 bis 1915 und dann nach Kriegsende von 1919 bis 1921. Ein Freund aus dieser Zeit war der spätere Philosoph Wolfgang Cramer. Ein Kommilitone aus der Breslauer Studienzeit war der spätere Pädagoge Alfred Petzelt.
Während des Ersten Weltkrieges leistete Löwi vom Jahre 1915 bis zum Jahre 1919 Kriegsdienst in der kaiserlich und königlichen Armee, da die Familie Untertanen der Donaumonarchie waren. Im Jahre 1919 erlitt er in Italien schwere Kriegsverletzungen. Nach Kriegsende war er zunächst Bürger der neu entstandenen Tschechoslowakei. Er erhielt am 23. Februar 1923 auf Antrag die Einbürgerungsurkunde des Breslauer Regierungspräsidenten und konnte seine Hochschullaufbahn fortsetzen.
Seine Promotionsschrift unter der Betreuung von Richard Hönigswald lautete Synthesis und System. Ein Beitrag zur Theorie des Ganzheitsgedankens. Hierin grenzte sich Löwi von einer philosophischen Ausrichtung auf eine „reine Erkenntnis“ ab, indem er kritisch begründet den Begriff der „Anschauung“ ins Zentrum seiner Betrachtungen rückt. Daraus abgeleitet entstand für ihn das Problem der prinzipiellen Begründung des „Jetzt und Hiers“.

„Also muß auch das 'Jetzt und Hier’ in einer Theorie der Erfahrung auf den Sinn des Urteils bezogen werden.“

Am Rigorosum nahmen neben Richard Hönigswald noch der Philosoph Matthias Baumgartner  (1865–1933), der Zoologe Franz Theodor Doflein und der Physiker Otto Lummer teil.
Am 24. Dezember 1924 reichte er seine Habilitationsschrift mit dem Titel Schwellenuntersuchungen. Theorie und Experiment an der Universität Breslau ein. Schon ab 1924 war Privatdozent an der dortigen Universität und ab 1931 Professor für Psychologie. Im Jahre 1933, also zu Beginn der Herrschaft des Nationalsozialismus wurde er zwangsemeritiert. Im Jahr 1938 erfolgte über die Tschechoslowakei die Emigration in die USA. Von 1941 bis 1943 lehrte er als Research Associate am Connecticut College for Women.

## Schriften (Auswahl)
- Über spezifische Sinnesenergien. In: Annalen der Philosophie und Philosophischen Kritik 6:142–143 (1927)
- Vom Ich und Ichbewußtsein. Ein Beitrag zur Grundlagenforschung der Denkpsychologie. In: Die Arbeitsgemeinschaft (11) 1930, 19–26
- Grundbegriffe der Pädagogik. Marcus, Breslau 1934
- Über spezifische Sinnesenergien; Psychologie und Physiologie. Trewendt & Granier, Breslau 1927